# فايفي

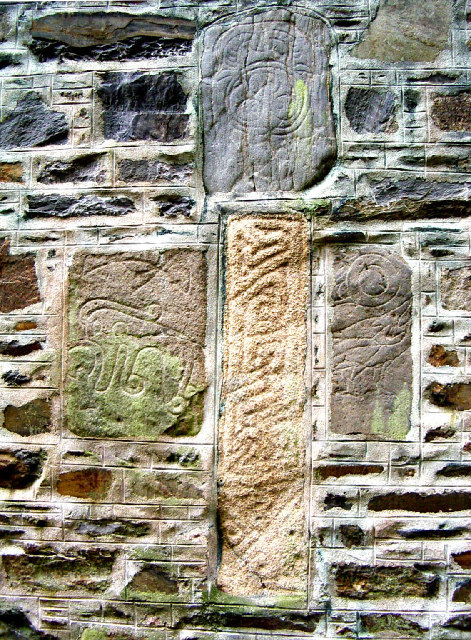
أحجار بيكتش أحد أبرز معالم قرية فايفي

فايفي (بالإنجليزية: Fyvie)‏ هي قرية صغيرة في فورماتين في أبردينشاير، اسكتلندا. ويقطع القرية نهر يثان، وتضم القرية قلعة فايفي.

## المناخ
يظهر الجدول التالي التغييرات المناخية على مدار السنة لفايفي:
| البيانات المناخية لـفايفي         | البيانات المناخية لـفايفي | البيانات المناخية لـفايفي | البيانات المناخية لـفايفي | البيانات المناخية لـفايفي | البيانات المناخية لـفايفي | البيانات المناخية لـفايفي | البيانات المناخية لـفايفي | البيانات المناخية لـفايفي | البيانات المناخية لـفايفي | البيانات المناخية لـفايفي | البيانات المناخية لـفايفي | البيانات المناخية لـفايفي | البيانات المناخية لـفايفي |
| الشهر                             | يناير                     | فبراير                    | مارس                      | أبريل                     | مايو                      | يونيو                     | يوليو                     | أغسطس                     | سبتمبر                    | أكتوبر                    | نوفمبر                    | ديسمبر                    | المعدل السنوي             |
| --------------------------------- | ------------------------- | ------------------------- | ------------------------- | ------------------------- | ------------------------- | ------------------------- | ------------------------- | ------------------------- | ------------------------- | ------------------------- | ------------------------- | ------------------------- | ------------------------- |
| متوسط درجة الحرارة الكبرى °م (°ف) | 6.0 (42.8)                | 6.6 (43.9)                | 8.8 (47.8)                | 11.2 (52.2)               | 14.0 (57.2)               | 16.2 (61.2)               | 18.6 (65.5)               | 18.3 (64.9)               | 15.9 (60.6)               | 12.2 (54.0)               | 8.6 (47.5)                | 5.9 (42.6)                | 11.9 (53.4)               |
| متوسط درجة الحرارة الصغرى °م (°ف) | −0.6 (30.9)               | −0.4 (31.3)               | 1.0 (33.8)                | 2.7 (36.9)                | 4.9 (40.8)                | 7.9 (46.2)                | 10.0 (50.0)               | 9.6 (49.3)                | 7.6 (45.7)                | 4.7 (40.5)                | 1.7 (35.1)                | −0.7 (30.7)               | 4.0 (39.3)                |
| معدل هطول الأمطار مم (إنش)        | 66.4 (2.61)               | 60.1 (2.37)               | 64.4 (2.54)               | 58.1 (2.29)               | 57.4 (2.26)               | 64.1 (2.52)               | 66.9 (2.63)               | 68.6 (2.70)               | 77.0 (3.03)               | 98.5 (3.88)               | 94.8 (3.73)               | 74.7 (2.94)               | 851 (33.5)                |
| متوسط الأيام الممطرة (≥ 1 mm)     | 13.6                      | 12.0                      | 13.8                      | 11.4                      | 11.6                      | 11.8                      | 11.3                      | 12.5                      | 11.5                      | 15.4                      | 15.1                      | 13.3                      | 153.3                     |
| ساعات سطوع الشمس الشهرية          | 46.9                      | 71.0                      | 110.0                     | 149.1                     | 201.3                     | 155.9                     | 144.1                     | 154.2                     | 112.7                     | 96.0                      | 60.8                      | 41.5                      | 1٬343٫5                   |
| المصدر: مكتب الأرصاد الجوية       |                           |                           |                           |                           |                           |                           |                           |                           |                           |                           |                           |                           |                           |

## وصلات خارجية
- (بالإنجليزية) مدرسة فايفي.